# Campolongo Maggiore
Pour les localités ayant un nom similaire, voir Campolongo.
Campolongo Maggiore est une commune de la ville métropolitaine de Venise, dans la région Vénétie, en Italie.

## Hameaux
Liettoli, Bojon, Santa Maria Assunta.

## Communes limitrophes
Campagna Lupia, Camponogara, Fossò, Piove di Sacco, Sant'Angelo di Piove di Sacco.

## Administration
| Période                                  | Période  | Identité            | Étiquette     | Qualité |
| ---------------------------------------- | -------- | ------------------- | ------------- | ------- |
| 2001                                     | 2006     | Roberto Donolato    | centre gauche |         |
| 2006                                     | 2011     | Roberto Donolato    | centre gauche |         |
| 2011                                     | 2016     | Alessandro Campalto | centre gauche |         |
| 2016                                     | 2021     | Andrea Zampieri     | centre droit  |         |
| 2021                                     | En cours | Mattia Gastaldi     | centre droit  |         |
| Les données manquantes sont à compléter. |          |                     |               |         |